# Europees Kazachstan

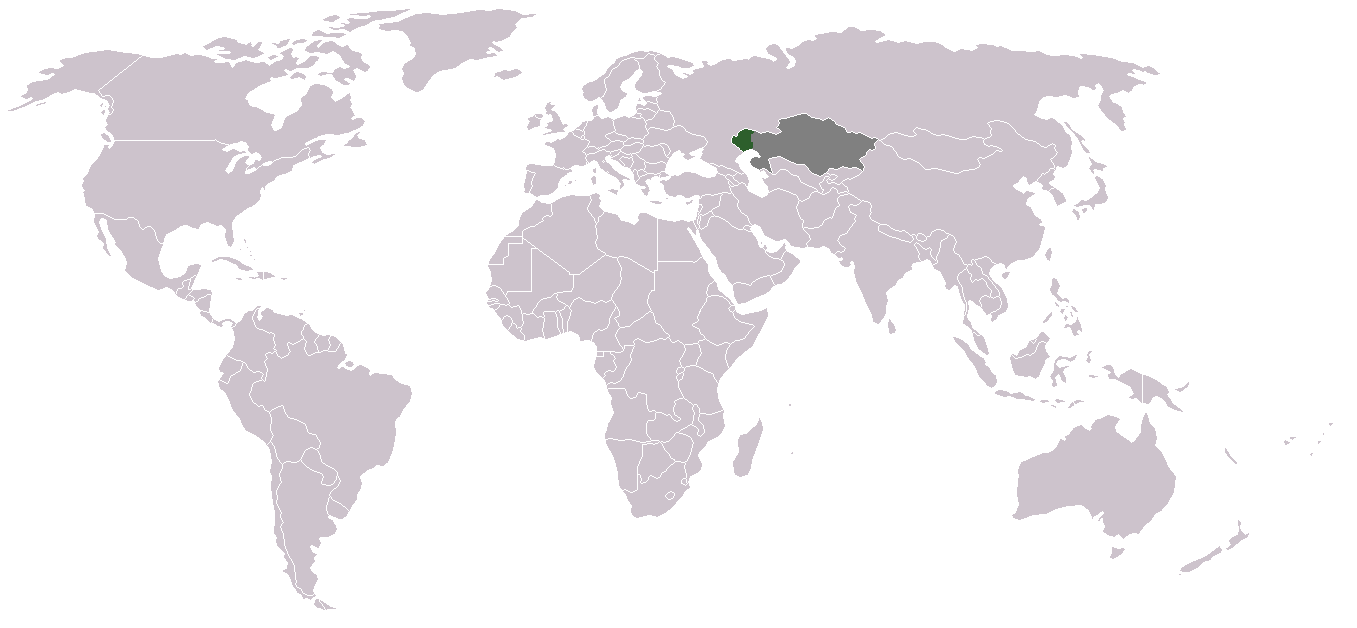
Europees Kazachstan (groen) in Kazachstan (donkergrijs) op de wereldkaart

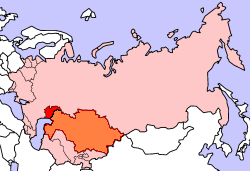
Europees Kazachstan (rood) in de ex-Kazachse SSR (oranje) in de ex-Sovjet-Unie (roze)

Met Europees Kazachstan wordt het relatief kleine, meest westelijke gebied van Kazachstan bedoeld, dat door de rivier de Oeral van Azië is gescheiden en op die manier tot het uiterste oosten van Europa behoort.
Europees Kazachstan grenst aan Rusland in het noorden en het westen, aan de rest van Kazachstan in het oosten en aan de Kaspische Zee in het zuiden. De zuidelijke helft wordt grofweg ingenomen door het centrale en meest noordelijke deel van de Kaspische Laagte.

## Geografie

### Steden
Europees Kazachstan telt een vijftal steden; Oral ligt in het noordoosten aan de rivier de Oeral, Atıraw in het zuidoosten op de delta van diezelfde rivier, en de kleinere plaatsen Kaztalovka (Казталовка а.о.), Orda (Орда а.о.) en Zhänibek a.o. (Жәнібек а.о.) liggen in het westen.

### Meren

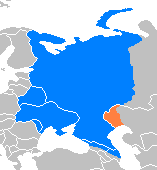
Locatie van Europees Kazachstan in Oost-Europa

- Aralsormeer
- Asciozek
- Kaspische Zee
- Ozero Zaltyr

### Rivieren
- Ülken Özen (Kazachs: Үлкен Өзен, Grote Rivier; Russisch: Большой Узень, Bol’šoj Uzen’)
- Köshim (Kazachs: Көшім)
- Wolga

## Alternatieve definiëring
Sommigen beschouwen alles in Kazachstan dat ten westen van het uitgestrekte Oeralgebergte ligt als Europees Kazachstan. Op die manier hoeft de Europees-Aziatische grens in Oral geen bocht naar rechts te maken (en sluit het Kazachse deel van Europa mooier aan op het Russische deel, dat breder is omdat het ook door de Oeral is begrensd). In die veronderstelling wordt de Emba als grens gezien. Deze definiëring steunt op het werk van de Zweedse geograaf Philip Johan von Strahlenberg, die in 1730 een boek publiceerde getiteld Rusland, Siberië en Tartarije (Rusland geobserveerd). Hierin tekende hij nieuwe landkaarten van gebieden over geheel Rusland, en suggereerde hij de grens tussen de continenten Europa en Azië in het Russische territorium. Deze grens volgt de pieken van het Oeralgebergte, vervolgens het lagere deel van de rivier de Emba tot deze uitmondt in de Kaspische Zee. Tsarina Anna I aanvaardde in 1730 von Strahlenbergs voorstel, waardoor deze grens algemeen aanvaard raakte in de wetenschappelijke literatuur.